# Эрмитаж (радио)
Радио «Эрмитаж» — радиостанция Санкт-Петербурга. Основное время вещания занимает джазовая музыка.

## История
Радиостанция основана весной 2000 года. Учредитель, владелец и директор — Татьяна Бажанова, в 2018 году за создание станции получила премию «Петрополь».
Для запуска радиостанции было организовано письмо от почетных граждан Санкт-Петербурга и руководителей творческих союзов города, среди подписантов были Валерий Гергиев и Михаил Пиотровский.
Радиостанция вещает круглосуточно. Среди её передач:
- «Городской пейзаж» (культурные новости Петербурга)
- «„Эрмитаж“ об Эрмитаже» (новостная программа, выпускающаяся совместно с одноимённым музеем)[4]
- «Музеи мира» (совместно с институтом «Про Арте»)
- «Золотая коллекция радио Эрмитаж» (классические джазовые композиции)
- «Новая классика» (академическая музыка в джазовой обработке)
- «Весь этот джаз» (ведущий Давид Голощёкин)[5]. Программа выходит с ноября 2011 года, раз в неделю, в конце каждой передачи ведущий сообщает радиослушателям пароль (т. н. «Пароли Голощёкина»), с которым в определённый день можно с существенной скидкой посетить Филармонию джазовой музыки.
- «В Петербурге время блюза»
- «Jazz Latino» и др.[6]

14 апреля 2021 года Агентство по страхованию вкладов подало иск о банкротстве радио «Эрмитаж», так как СМИ оказалось связано с банкротством Международного банка Санкт-Петербург (основательница станции Татьяна Бажанова — супруга бывшего владельца Сергея Бажанова). Сумма требований кредитора составляет 15,3 млн рублей, из которых основной долг 13,3 млн рублей и 2 млн рублей процентов. В июне радио объявило сбор пожертвований, а предприниматель Антон Ромашов вызвался перевести нужную сумму и подал заявление в суд. Но собственник радио попросил инвестора отказаться от участия в погашении долга, заявив, что вопрос будет решен без него. 20 октября долги выкупил принадлежащий петербургским властям АО «Городское агентство по телевидению и радиовещанию», владеющим телеканалом «Санкт-Петербург».
В ноябре 2023 г. Российский аукционный дом готовился провести торги по имуществу признанной банкротом Татьяны Бажановой. Начальная цена управляющей радиостанцией «Радиокомпания „Культура“» составила около 14,6 млн руб. В декабре торги были приостановлены по определению арбитражного суда.

## Программы

### Новостные программы
- «Прислушайтесь к новому» — программа с новинками джаза, блюза и соул.
- «Джаз эспрессо» — утренняя рубрика с новыми и динамичными композициями.
- «Новая классика» — классическая музыку в новом звучании джазовых аранжировок.
- «Золотая коллекция» — полемическая передача, представляющая джазовые хиты.
- «Версия» — информационно-полемическая передача с популярной музыкой в джазовой обработке.
- «В Петербурге время блюза» — информационно-полемическая передача, представляющая джазовую музыку разных времён.

### Информационные программы
- «Эрмитаж об Эрмитаже» — передача, рассказывающая об истории, новых выставках, проектах и культурных программах Эрмитажа.
- «Площадь искусств» — программа о культурной жизни Санкт-Петербурга.
- «Весь этот джаз» — программа о легендах мирового джаза.

## Зона вещания
- 90,1 УКВ — Санкт-Петербург (радиоцентр № 1 в Ольгине, 5 кВт), устойчивый сигнал обеспечивается на всей территории Санкт-Петербурга и в отдельных районах Ленинградской области (Ломоносовский, Всеволожский, Гатчина, Кировск, Шлиссельбург, Рощино, Ульяновка и др.);
- интернет-вещание во всём мире.